# Rezavý pás

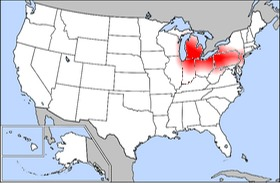
Rezavý pás v USA

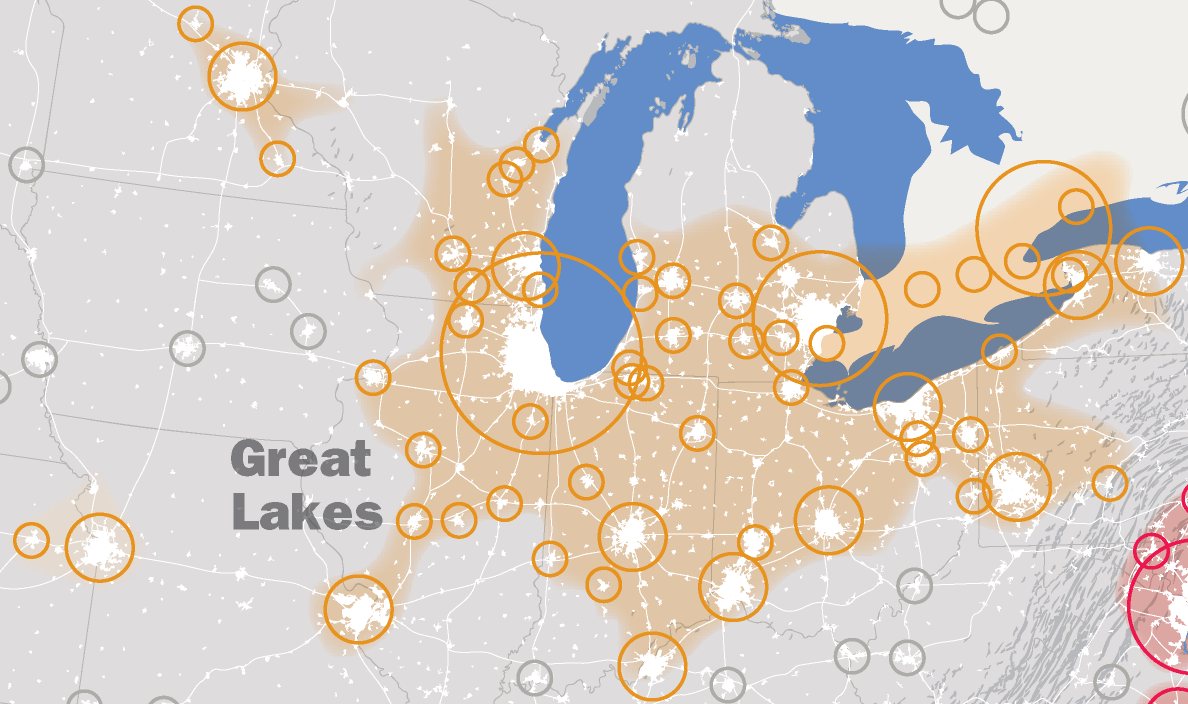
Megalopole ChiPitts zabírá značnou část Rezavého pásu

Rezavý pás (v originále Rust Belt) je označení pro oblast na severovýchodě USA, od pobřeží Atlantského oceánu až k Velkým jezerům. Název symbolizuje ekonomický úpadek a snižování počtu obyvatel v důsledku útlumu sektoru těžkého průmyslu, který byl v této oblasti velice významný. Termín získal popularitu v USA v roce 1980. Rezavý pás zahrnuje státy New York, Pensylvánie, Západní Virginie, Ohio, Indiana, Michigan, Illinois, Iowa a Wisconsin. Někdy bývá k tomuto pásu přiřazována i Nová Anglie. Tato oblast byla považována za průmyslové srdce USA, od poloviny 20. století se však význam těžkého průmyslu snižuje v důsledku různých ekonomických faktorů, jako je například převod výroby do Asie, zvýšená automatizace, snížení těžby železa a uhlí v USA. Zatímco některým městům a obcím se podařilo přizpůsobit rozvojem služeb a high-tech odvětví, jiným se to nepodařilo a dochází v nich k růstu chudoby a poklesu počtu obyvatel.
V této oblasti došlo především v 1. polovině 20. století k velkému rozvoji zpracování surovin, těžkého i spotřebního průmyslu, jakož i dopravy. V té době byla tato oblast nazývána Výrobní či Tovární pás (Manufacturing Belt, Factory Belt) případně také Ocelový pás (Steel Belt) a byla tak protiváhou k převážně zemědělským oblastem amerického Středozápadu, kde se rozprostírají Corn Belt a Wheat Belt tvořící obilnici Ameriky. Rozkvět průmyslové výroby v regionu byl způsoben vynikající dopravní dostupností celé oblasti – od množství zpevněných cest, přes železniční síť až po vodní kanály a Velká jezera umožňující lodní přepravu. Klíčovou roli hrála také ložiska železné rudy objevená v severní Minnesotě, Wisconsinu a horním Michiganu a těžba uhlí v Apalačském pohoří. K výrobě oceli se brzy přidal veškerý průmysl a vznikla velká průmyslová centra: Chicago, Buffalo, Detroit, Milwaukee, Gary, Cincinnati, Toledo, Cleveland, Akron, Youngstown, St. Louis, Cedar Rapids, Pittsburgh a další. Tato průmyslová centra se společně zformovala do jedné z největších světových megalopolí – Chi-Pitts (též Great Lakes Megalopolis).